# 中国空间站低成本货物运输系统
中国空间站低成本货物运输系统是一个由中国载人航天工程办公室发起的服务于中国载人航天工程的研制中的航天项目，旨在实现一种低成本的商业航天货物运输，进一步降低中国空间站上行货物运输成本，并作为已有的天舟货运飞船的补充，增强上行货物运输灵活性。根据公开招标结果，目前有轻舟货运飞船和昊龙货运航天飞机两型系统获得工程飞行验证阶段合同。

## 历史
2021年1月5日，中国载人航天工程办公室发布“面向空间站运营的低成本货物运输”方案设想征集公告，基本功能要求为具备单次货物上行重量1-4吨、单次货物下行重量100-300公斤能力等。
中国空间站自2021年4月投入使用后，上行货物运输主要由天舟货运飞船负责，神舟载人飞船亦可携带少量货物，其补给周期为6~8个月。
2023年5月16日，中国载人航天工程办公室发布低成本货物运输系统总体方案征集公告，主要技术指标要求为货物运输航天器密封舱货物上行能力不小于1.8吨，密封舱货物装载空间不小于7立方米；能够与空间站完成交会对接并在轨停靠不小于3个月；废弃物下行销毁能力不小于2吨；发射场测试发射流程不大于30天；货物运输成本不大于1.2亿元/吨等。
2023年9月25日，中国载人航天工程办公室发布初选结果公告，在9家单位提交的10份符合要求的方案中，中国科学院微小卫星创新研究院，中国航天科技集团公司五院、八院，中国航空工业集团公司成都飞机设计研究所等4家单位获得工程支持，进入方案详细设计阶段。
2024年1月12日，据报道，由中国科学院微小卫星创新研究院研制的低成本货运飞船获得中国载人航天工程总体的支持，进入了方案详细设计阶段，将于2025年作为力箭二号运载火箭首飞载荷发射。
2024年10月29日，中国载人航天工程办公室宣布，在先前的4个进入详细设计阶段的方案中，最终中国科学院微小卫星创新研究院的轻舟货运飞船方案和中国航空工业集团成都飞机设计研究所的昊龙货运航天飞机方案胜出，获得工程飞行验证阶段合同。

## 中标方案

### 轻舟货运飞船
轻舟货运飞船（也称为“轻舟一号”）由中国科学院微小卫星创新研究院研制的一种货运飞船，采用一体化单舱构型，可搭载各种试验载荷，支持有人或无人参与的空间科学载荷和多种在轨试验。轻舟上行能力不小于2.75吨，下行销毁能力不小于2.9吨，运输成本不大于1亿元/吨。 轻舟货运飞船初样产品计划于2025年9月作为力箭二号运载火箭首飞载荷发射，开展在轨试验任务。

### 昊龙货运航天飞机
昊龙货运航天飞机是由中国航空工业集团公司成都飞机设计研究所研制的一型可重复使用航天飞机，通过搭乘运载火箭垂直发射并与空间站交会对接，脱离空间站后经离轨制动、再入飞行在机场跑道水平着陆，完成检测维护后可再次执行任务。昊龙具有较大的货物上下行能力、优良的飞行环境及处置保障效率，可通过多次重复使用进一步降低空间站货物运输成本。昊龙货运航天飞机计划在2025年使用朱雀三号运载火箭实现首飞。

## 参阅
- 天宫空间站
- 天舟货运飞船
- 神舟飛船
- 进步号M型货运飞船（Прогресс-М）
- 自動運載飛船（ATV）
- H-II运载飞船（HTV）
- 太空探索技術公司：龙飞船（Dragon）
- 軌道科學公司：天鵝座宇宙飛船（Cygnus）
- 商业轨道运输服务（英语：Commercial Orbital Transportation Services）
- 商业补给服务